# National Board of Review Award/Spotlight-Preis
Die Gewinner des National Board of Review Award für den Spotlight-Preis, der seit 2008 vergeben wird.
Die Jahreszahlen der Liste nennen die bewerteten Filmjahre, die Preisverleihungen fanden jeweils im Folgejahr statt.
- 2008
  - Melissa Leo für Frozen River und Richard Jenkins für Ein Sommer in New York – The Visitor
- 2009
  - keine Angaben
- 2010
  - Sebastian Junger und Tim Hetherington für ihr Regiedebüt bei Restrepo
- 2011
  - Michael Fassbender für Eine dunkle Begierde, Jane Eyre, Shame und X-Men: Erste Entscheidung
  - J.C. Chandor für sein Regiedebüt bei Der große Crash – Margin Call
- 2012
  - John Goodman für Argo, Flight, ParaNorman und Back in the Game
- 2013
  - Martin Scorsese und Leonardo DiCaprio für ihre berufliche Zusammenarbeit
- 2014
  - Chris Rock für Top Five
- 2015
  - Sicario für eine herausragende gemeinschaftliche Vision
- 2016
  - Peter Berg und Mark Wahlberg für ihre kreative Zusammenarbeit
- 2017
  - Patty Jenkins und Gal Gadot für Wonder Woman